# Карельское (озеро, Прионежский район)
Карельское — пресноводное озеро на территории Гарнизонного сельского поселения Прионежского района Республики Карелии.

## Общие сведения
Площадь озера — 2,7 км², площадь водосборного бассейна — 200 км². Располагается на высоте 46,3 метров над уровнем моря.
Форма озера продолговатая: оно более чем на четыре километра вытянуто с северо-запада на юго-восток. Берега каменисто-песчаные, преимущественно возвышенные.
Через озеро течёт река Чална, впадающая в реку Шую.
Рыба: щука, плотва, окунь, ряпушка, лещ, налим, ёрш.
У южной оконечности озера располагается деревня Порожек.
Код объекта в государственном водном реестре — 01040100111102000017389.